# Pasieka Otfinowska
Pasieka Otfinowska est une localité polonaise de la gmina de Żabno, située dans le powiat de Tarnów en voïvodie de Petite-Pologne.